# Liberty Stadium
Il Liberty Stadium, già New Stadium durante la costruzione e noto dal 2021 come Swansea.com Stadium per motivi di sponsorizzazione, è uno stadio della città di Swansea, nel Galles, situato a Landore, area a circa 1,5 miglia dal centro cittadino.
È usato sia come impianto sportivo che come luogo per concerti e conferenze. Ha una capacità di poco più di 20 000 posti, tutti a sedere, che lo rendono il terzo più grande stadio del Galles, dopo il Millennium Stadium e il Cardiff City Stadium di Leckwith, Cardiff.

## Storia
Dal 2005 è lo stadio casalingo sia della squadra calcistica Swansea City (al posto del Vetch Field) sia della squadra regionale di rugby, gli Ospreys. La partita inaugurale dello stadio risale al 23 luglio 2005, quando lo Swansea City affrontò il Fulham (1-1).
Durante la sua costruzione furono proposti vari nomi per lo stadio: particolarmente popolari erano Morfa (dal nome di uno stadio di atletica che era situato sull'altra sponda del Tawe) e White Rock (dagli impianti di lavorazione del rame con lo stesso nome). In attesa della stipula di un contratto di sponsorizzazione con un marchio che avrebbe dato il nome allo stadio, l'impianto fu chiamato New Stadium. Il 18 ottobre 2005, quando la Liberty Property decise di sponsorizzarlo, fu ribattezzato Liberty Stadium.

## Concerti musicali
Il 1º giugno 2007 l'impianto ha ospitato un concerto degli Who, supportati dai Killing For Company e dai The Charlatans.